# Sharon (Dacota do Norte)
Sharon é uma cidade localizada no estado norte-americano de Dacota do Norte, no Condado de Steele.

## Demografia
Segundo o censo norte-americano de 2000, a sua população era de 109 habitantes.
Em 2006, foi estimada uma população de 95, um decréscimo de 14 (-12.8%).

## Geografia
De acordo com o United States Census Bureau tem uma área de
4,0 km², dos quais 4,0 km² cobertos por terra e 0,0 km² cobertos por água. Sharon localiza-se a aproximadamente 461 m acima do nível do mar.

## Localidades na vizinhança
O diagrama seguinte representa as localidades num raio de 32 km ao redor de Sharon.